# Arzawa

Lage von Arzawa und benachbarter Staaten

Arzawa ist die hethitische Bezeichnung eines Reichs und einer Region in West-Kleinasien, die vermutlich von Luwiern bewohnt wurde. Im 15. und in der ersten Hälfte des 14. Jahrhunderts v. Chr. hatte Arzawa seinen machtpolitischen Höhepunkt und war zeitweise – während einer Schwächeperiode des Hethiterreichs – die führende Macht in Kleinasien. In jener Zeit hatte es Kontakt mit Ägypten, wie Briefe in den Amarna-Archiven (EA 31, EA 32) belegen. Ab Mitte des 14. Jahrhunderts wurde Arzawa nach und nach von den Hethitern erobert. Schon Šuppiluliuma I. unternahm vermutlich einen Feldzug gegen Arzawa, wovon aber keine direkten, zeitgenössischen Quellen überliefert sind. Seinem Sohn und Nachfolger Muršili II. gelang es, in einer zweijährigen Kampagne Arzawa und seine Hauptstadt Apaša einzunehmen. Das Gebiet von Arzawa wurde anschließend vermutlich unter die Vasallenfürsten der „Arzawa-Länder“, also Mira, Šeḫa und Ḫapalla aufgeteilt, wobei Mira offensichtlich eine Vorrangstellung einnahm, da dessen König Mašḫuiluwa im Arzawakrieg als einziger die Hethiter unterstützt hatte.
Das Kerngebiet von Arzawa lag in der Region um und nördlich des Tals des Maiandros. Die Hauptstadt Apaša lag nach vorherrschender Forschungsmeinung bei Ephesos; der Palast wird auf der Zitadelle von Selçuk (Ayasoluk-Hügel) vermutet, wo bei Probegrabungen an den Hängen Mauerreste aus der späten Bronzezeit sowie Keramik, darunter auch minoische und mykenische Importe, entdeckt wurden. Im Süden grenzte es an die Lukka-Länder, die ungefähr die antike Landschaft Lykien umfassten, deren Ausdehnung nach Norden und Nordosten allerdings ungewiss ist.
In Arzawa wurde Luwisch gesprochen, was man anhand der überlieferten Personennamen nachweisen kann.
Vielleicht gehörte auch die Troas (eventuell hethitisch: Tarwiša, siehe auch Wiluša) zum Einflussgebiet von Arzawa und damit zumindest kulturell auch zur Einflusszone des hethitischen Großreiches. James Mellaart rechnet das Heiligtum von Eflatun Pınar zum Gebiet von Arzawa.
Die bekannten Herrscher Arzawas
- Kupantakurunta, um 1400
- Tarḫuntaradu, um 1370
- Anzapaḫḫadu, um 1350
- Uḫḫaziti, bis ca. 1316